# Крайт цейлонський
Крайт цейлонський (Bungarus ceylonicus) — отруйна змія з роду Крайт родини Аспідові. Має 2 підвиди.

## Опис
Це найменший з крайтів. Загальна довжина коливається від 70 см до 1,34 м. Голова тупозакруглена, плавно переходить у тулуб. Очі маленькі. Ніздрі помірно великі. Отруйні ікла невеликі. Тулуб циліндричний, стрункий, хвіст досить короткий, на кінці звужується. Має 219—243 вентральних щитків. Є 32—42 підхвостових щитків.
Забарвлення темно-коричневого, сталево-синього або чорного блискучого кольору з 15—28 поперчними вузькими білими смугами по всьому тілу. Горло й потилиця білі, морда чорна. Черево має кремові кільця.

## Спосіб життя
Полюбляє вологі лісисті та гірські місцини. Зустрічається на висоті 750–1000 м над рівнем моря. Активний уночі. Вдень ховаються у норах гризунів, під колодами, камінням. Харчується мишами, жабами, геконами, сцинками та ящірками.
Це яйцекладна змія. Самиця відкладає 4—10 яєць. У січні—червні з'являються молоді крайти завдовжки 20—25 см.

## Отруйність
Це небезпечна змія. Отрута потужна, викликає біль, дихальну недостатність. Без правильної медичної допомоги велика  імовірність настання смерті людини.

## Розповсюдження
Це ендемік о.Шрі-Ланка.

## Підвиди
- Bungarus ceylonicus ceylonicus
- Bungarus ceylonicus karavala